# Hedwig Klein
Pour les articles homonymes, voir Klein.
Hedwig Klein (19 février 1911 ou 12 septembre 1911 – après le 11 juillet 1942) est une arabisante juive allemande. Pendant la guerre, malgré ses origines juives, elle participe à la création du Dictionnaire de l'arabe moderne écrit (en) qui avait pour but d'aider à la traduction en arabe de Mein Kampf.

## Biographie
Hedwig Klein est née à Anvers, deuxième fille d'Abraham Wolff Klein, un grossiste en pétrole hongrois, et de sa femme Recha. En 1914, la famille s'installe à Hambourg,. Deux ans plus tard, son père est tué au combat sur le front de l'Est pendant la Première Guerre mondiale. En janvier 1927, Hedwig Klein, sa mère et sa sœur, qui a environ un an de plus qu'elle, deviennent des citoyennes allemandes.
Klein étudie à la Jewish Girls School de Hambourg jusqu'en 1928, date à laquelle elle a rejoint la Lichtwarkschule. C'est ici qu'elle obtient son Abitur en 1931 et la même année, elle s'inscrit à l'Université de Hambourg en études islamiques, langues sémitiques et en philologie anglaise. D'après Albert Dietrich (de), Klein est :

« She was delicate and petite, quite near-sighted, calm, reserved and hopelessly modest. But she had a critical sensibility and she was skeptical of any kind of dogmatic statement. From time to time, she expressed these doubts in her soft voice. This earned her the [...] respectful nickname of shakkāka (شكاكة), or the habitual skeptic, which she received with a smile. [...] »

— Peter Freimark, Promotion Hedwig Klein, p. 581
En 1937, Klein termine sa thèse de doctorat, intitulée Geschichte der Leute von 'Omān von ihrer Annahme des Islam bis zu ihrem Dissensus, une édition critique d'un manuscrit arabe concernant l'histoire islamique ancienne. Elle ne l'obtient initialement en raison de son origine juive et se tourne alors vers le sinologue Fritz Jäger, doyen de l'école de philosophie en mentionnant son père mort au combat pendant la guerre. Elle est ainsi "admise à titre exceptionnel" et reçoit la distinction summa cum laude. Son directeur de thèse Rudolf Strothmann qualifie sa thèse de « contribution digne aux études islamiques », et son collègue Arthur Schaade fait remarquer que le travail de Klein était « si diligent et brillant qu'il faisait souhaiter que certains arabisants plus âgés puissent être à la hauteur ». Klein passe également le Rigorosum avec la mention excellent. Après avoir consulté les autorités, Jäger refuse d'accorder l'approbation nécessaire pour confirmer le doctorat de Klein, affirmant que « la situation se détériore »,.
Klein décide de quitter l'Allemagne. Freimark écrit : « Alors qu'elle était dans une situation désespérée, Hedwig Klein a reçu l'aide et le soutien d'un homme, dont les efforts efficaces et courageux méritent des éloges et n'ont pas encore été reconnus ». Le géographe Carl Rathjens s'arrange pour que Klein reçoive une offre d'emploi en Inde et elle quitte Hambourg à bord du Rauengels le 19 août 1939. Le 21, elle envoie à Rathjens une carte postale d'Anvers sur laquelle elle écrit : « Par ce beau temps, je me sens bien à bord du navire et je ne m'inquiète pas pour l'avenir en ce moment. Sans aucun doute, Allah m'aidera. Je crois cela depuis que j'ai eu la chance de rencontrer un de ses amis. »
Le navire a déjà deux jours de retard lorsqu'il fait une escale de quatre jours à Anvers. En raison de la menace d'éclatement de la guerre, le navire doit repartir vers Hambourg. Klein retourne dans sa famille à Hambourg, où elle doit porter l'étoile jaune et quitter l'appartement familial pour un logement réservé aux juifs (Judenhaus). Rathjens lui-même passe un mois dans le camp de Fuhlsbüttel.
Arthur Schaade met Klein en contact avec Hans Wehr, qui travaille sur un dictionnaire de l'arabe contemporain (Dictionnaire de l'arabe moderne écrit (en)). Le but principal de ce dictionnaire était la « traduction de Mein Kampf d'Adolf Hitler en arabe afin de gagner les peuples arabes comme alliés ». Klein passe en revue les œuvres contemporaines de la littérature arabe pour le dictionnaire. Elle écrit le sens des mots sur des bouts de papiers et les envoient aux chargés de rédaction. Hedwig Klein est payée 10 pfennings pour chaque papier reçu. Le personnel de Wehr salue la « qualité exceptionnelle » des contributions de Klein. « Bien sûr, il est tout simplement inimaginable qu'elle reçoive un jour le mérite de sa contribution », écrivait un membre du personnel à Arthur Schaade le 8 août 1941.
Son travail sur le Dictionnaire de l'arabe moderne écrit (en) la sauve d'une déportation prévue à Riga en décembre 1941. Schaade écrit aux responsables nazis que « la Wehrmacht et le service de propagande de l'armée [sont] très intéressées de voir le travail achevé » et que Klein est « hautement qualifiée » pour celui-ci et que « le nombre d'employés aryens disponibles est limité ». Sa sœur Thérèse, est déportée à Riga le 6 décembre 1941 où elle est assassinée. Malgré l'intervention de Schaade, Hedwig Klein est finalement déportée le 11 juillet 1942 dans le premier train qui quitte Hambourg pour Auschwitz. Sa mère est envoyée à Theresienstadt quatre jours plus tard. Comme sa fille Hedwig, elle est considérée comme morte ("verschollen") à Auschwitz. La grand-mère d'Hedwig Klein meurt à Theresienstadt en novembre 1943. Après la déportation de Klein, Schaade ne baisse pas les bras : en octobre 1942, il demande à son confrère arabisant Adolf Grohmann, basé à Leitmeritz (aujourd'hui en Tchéquie), de rechercher la jeune femme et de l'engager comme assistante. Grohmann, qui est un loyaliste du parti, refuse.
Après la guerre, Schaade et Rathjens poursuivent leurs recherches sur le sort d'Hedwig Klein. Fin 1945, Rathjens dit à son ancien voisin, le théologien Walter Windfuhr, qu'« il est certain à 100 % que le premier transport [sur lequel Hedwig Klein a été déportée] a été envoyé directement à Auschwitz. Et il était également envoyé directement dans les fours à gaz. […] Le simple fait d'y penser me fait pleurer et me remplit de haine envers les nazis. »
Schaade se plaint dans une lettre à l'un des membres du personnel du Dictionnaire de l'arabe écrit moderne (en) qu'il avait « fréquemment encouragé Hedwig Klein » à terminer sa thèse de doctorat et à émigrer en temps utile. Dans les quelques lettres écrites par Hedwig Klein, elle relie la question de l'émigration à l'activité savante dans sa discipline, c'est pourquoi elle ne voulait pas émigrer aux États-Unis. Selon Freimark, en raison du « mode de vie protégé » de Klein, elle était apparemment incapable d'imaginer « l'étendue et la portée de la barbarie » et la menace existentielle à laquelle elle était confrontée.

## Héritage
Afin de se disculper, Hans Wehr affirme dans sa dénazification après 1945 qu'il avait pu sauver « Mlle Dr Klein de Hambourg » de la déportation en la recrutant pour « un travail essentiel à l'effort de guerre », c'est-à-dire le Dictionnaire de l'arabe écrit moderne . Lorsque le dictionnaire a été publié en 1952, Wehr remercie Miss Dr Klein pour sa contribution dans l'avant-propos, mais il ne mentionne pas ce qui lui est arrivé. La cinquième édition du dictionnaire est publiée en 2011 et elle aussi n'inclue aucune mention du meurtre de Klein. Dans la 6e édition publiée en 2020, l'avant-propos ajoute les informations sur la mort de Klein à Auschwitz en 1942.
« Dans un acte de souvenir qui n'est pas caractéristique pour son époque », Carl Rathjens demande à l'Amtsgericht Hamburg à l'été 1947 de le nommer pour être le représentant d'Hedwig Klein par contumace (Abwesenheitspfleger). Il fait imprimer 56 exemplaires de la thèse de doctorat de Klein et le 15 août 1947, Klein est officiellement déclarée docteure en philosophie. En 1951, grâce aux efforts de Carl Rathjens, elle est déclarée comme officiellement morte.
Le 22 avril 2010, des Stolpersteine portant les noms d'Hedwig Klein et d'autres universitaires juifs assassinés sont placés devant les bâtiments principaux de l'Université de Hambourg. Un autre Stolperstein portant son nom a été placé devant sa dernière adresse connue dans le quartier Harvestehude de Hambourg.